# دین و انقلاب ۱۳۵۷ ایران

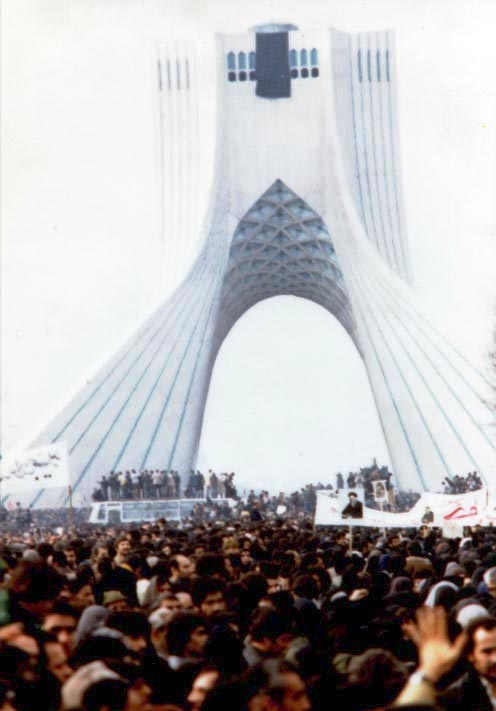
تصاویر خمینی در دستان مردم در تظاهرات برای پیروزی انقلاب

انقلاب اسلامی ایران واژه‌ای است که قانون اساسی جمهوری اسلامی ایران، رسماً برای اشاره به انقلابی که در سال ۱۳۵۷ در ایران رخ داد به کار می‌برند. علاوه بر آن، سازمان ملل متحد و بسیاری از سازمان‌های بین‌المللی دیگر، دولت‌های غربی، محققان، تحلیل‌گران و مورخین، مخالفان و حتی شخص محمدرضا پهلوی، از این نام برای نامگذاری انقلاب ایران سود برده‌اند. طرفداران نام انقلاب اسلامی ایران، این انقلاب را، انقلابی مبتنی بر بن‌مایه‌های مذهبی می‌دانند. به این مفهوم که نقش مذهب را در وقوع رویدادهای اساسی‌ای که منجر به خروج شاه از کشور و فروپاشی نظام سلطنتی شد، نقشی تعیین‌کننده دانسته و شکل‌گیری و پیروزی انقلاب را به آن نسبت می‌دهند. محمدرضا پهلوی معتقد بود: انقلابیون «دستوراتشان را از مساجد دریافت می‌کردند و مساجد کارها را از طریق رابط‌ها تحت کنترل داشتند.» فارغ از میزان اسلامی‌بودن ماهیت انقلاب تأثیر عوامل مذهبی در آن انکارکردنی نیست.
برخی از مورخین (وابسته به جمهوری اسلامی ایران یا غیر وابسته به آن)، نقطه آغاز رویارویی خمینی با شاه را، تصویب لایحه انجمنهای ایالتی و ولایتی در مهرماه ۱۳۴۱ در هیئت وزیران می‌دانند. تنها دوروز پس از تصویب این لایحه، مراجع تقلید در تلگراف‌های جداگانه‌ای، از شاه خواستند تا نسبت به لغو این تصویب‌نامه اقدام کند. با پاسخ سرد شاه، ده روز بعد تلگراف روح‌الله خمینی حالت تهدید به خود گرفت. ناآرامی‌هایی در تهران و سایر شهرهای بزرگ به وقوع پیوست و دو ماه بعد هیئت وزیران از موضع خود عقب‌نشینی نمود.
در دی‌ماه همان سال، اصول شش‌گانه انقلاب سفید از سوی شاه اعلام گردید. به‌دنبال انتشار اعلامیه خمینی مبنی بر تحریم انتخابات، تظاهرات گسترده‌ای در تهران و قم به وقوع پیوست که به درگیری میان نظامیان و مردم منجر شد. عده زیادی دستگیر شدند و رفراندم در تاریخ اعلام شده انجام شد. دولت آمار موافقان را ۵۵۹۸۷۱۱ نفر و مخالفان را ۴۱۱۵ نفر اعلام نمود. خمینی رفراندم را یک رسوایی خواند. عده‌ای از مراجع تقلید عید نوروز سال ۱۳۴۲ را عزای عمومی اعلام کردند. در روز دوم فروردین ۱۳۴۲، عده زیادی لباس شخصی به مدرسه فیضیه وارد و با طلاب درگیر شدند. در نتیجه در طول سال ۱۳۴۲ تعداد زیادی از روحانیون دستگیر شدند. عزاداری‌های عاشورا(۴۲/۳/۱۳)، به صحنه تظاهرات عظیم علیه شاه تبدیل شد. خمینی طی یک سخنرانی برای اولین بار، علناً محمدرضا پهلوی را «آقای شاه» نامید. خمینی دستگیر شد و به‌دنبال آن قیام خونین پانزده خرداد رخ داد. در پایتخت و بسیار از شهرها حکومت نظامی اعلام شد. ناآرامی تا پایان سال ادامه داشت که به آزادی خمینی و سقوط دولت امیر اسدالله علم منجر شد.
تصویب قانون کاپیتولاسیون در مجلس سنا، موجب اعتراض خمینی در آبان‌ماه ۱۳۴۳ گردید. او در سخنرانی‌ای مجلس و دولت را «خائن» قلمداد نمود. ده روز بعد خمینی به ترکیه تبعید گردید. در مقابل حسنعلی منصور توسط اعضای هیئت موتلفه اسلامی ترور شد. از این سال تا سال ۱۳۵۶، مبارزات کلیه گروه‌های انقلابی به شکل زیرزمینی درآمد و مبارزات رسمی و علنی گروه‌های مذهبی (مثل تظاهرات ضد اسرائیل سال ۱۳۴۶) و مبارزات مخفیانه گروه‌های غیر مذهبی (مثل واقعهٔ سیاهکل) به شدت سرکوب گردید. در طول این سال‌ها، نوارهای سخنرانی خمینی در نجف، در مساجد پخش می‌شد.

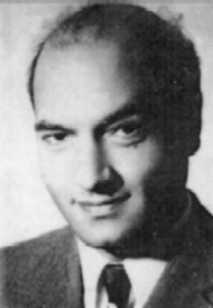
علی شریعتی از عوامل فرهنگی مؤثر در انقلاب

در طول سال ۱۳۵۶ و پس از مرگ مرموز علی شریعتی در لندن، ناآرامی‌های مذهبی افزایش یافت و وارد مرحله جدیدی شد. به تعبیری «گویی دو شطرنج‌باز که در مبارزه آنان ۱۵ سال وقفه پدید آمده بود، اینک وارد صحنه شده‌اند» در آبان‌ماه این سال، سید مصطفی خمینی کشته شد و همین امر موجب تشدید ناآرامی‌های مذهبی در داخل و خارج از کشور گردید. هم‌زمان مبارزات مخفیانه گروه‌های غیر مذهبی (مانند انفجار ساختمان «انجمن ایران و آمریکا» توسط چریک‌های فدایی خلق) موج فزاینده‌ای یافت.
در ۱۷ دی‌ماه ۱۳۵۶، روزنامه اطلاعات، مقاله‌ای توهین آمیز دربارهٔ خمینی منتشر نمود. در واکنش به این مقاله، تظاهراتی در شهر قم برپا شد که توسط نظامیان به شدت سرکوب گردید. به منظور بزرگداشت چهلمین روز کشته‌شدگان این واقعه، تظاهرات مشابهی در شهر تبریز به درگیری کشیده شد. در این مراسم برای اولین بار شعار «مرگ بر شاه» سرداده شد. مراسم چهلمین روز کشته شدگان تبریز در یزد و جهرم، و سپس به همین منوال در تهران، اصفهان، کرمان و شیراز به فواصل چهل روز برگزار شد و به جریان مبارزه با رژیم رنگ مذهبی داد. برخی از این مراسم در خیابان‌ها و برخی مانند واقعه آتش‌سوزی مسجد جامع کرمان، در مساجد و تکایا به خشونت کشیده می‌شد. محمدرضا پهلوی در اینباره می‌گوید:
از آن لحظه به بعد، استفاده از تاکتیک‌های عزاداری به کسانی که جمعیت‌ها را تحریک می‌کردند اجازه داد تا هر چهل روز یک‌بار آنان را برای تظاهرات تازه‌ای بسیج کنند… طبق سنن اسلامی والدین و دوستان متوفی در چهلمین روز پس از مرگش، می‌بایست بر سر قبر او حضور یابند. گمان ندارم تاکنون چنین بی‌شرمانه از مرگ کسی برای رسیدن به هدف‌های سیاسی استفاده شده باشد.
سرانجام شدت مبارزات مذهبی به حدی رسید که شاه به ناچار مجبور به عقب‌نشینی شد. او به منظور نمایش عقب‌نشینی خود، جعفر شریف‌امامی (که یک آخوندزاده بود) را به نخست وزیری برگزید. مهم‌ترین کارهای نمادین شریف امامی، تغییر مبدأ تاریخ به هجرت پیامبر اسلام و تعطیل نمودن مراکزی بود که از نظر دین اسلام، مراکز فساد محسوب می‌شد.

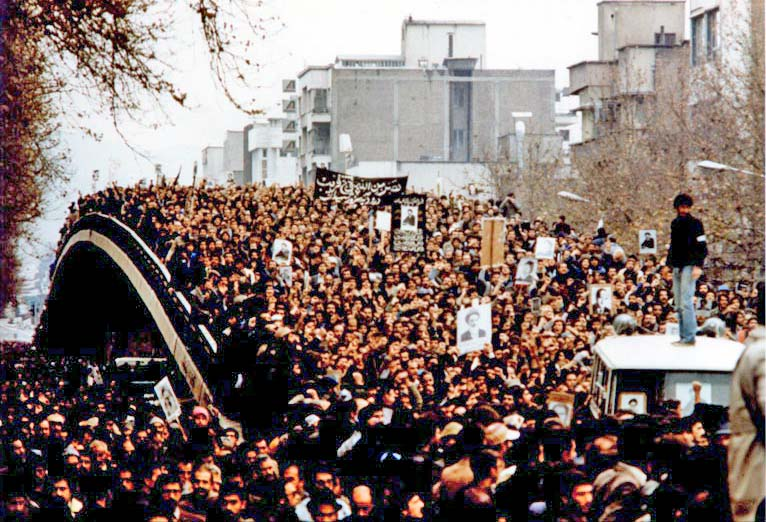
راهپیمایی عید فطر

در روز سیزدهم شهریور پنجاه و هفت که مصادف با روز عید فطر بود، بزرگترین راهپیمایی تا آن روز در تپه‌های قیطریه تهران برگزار شد. از آنجا که این راهپیمایی جنبه مذهبی داشت، از سوی رژیم تدارک محدودیتی در نظر گرفته نشده بود. ویلیام سالیوان، سفیر آمریکا در ایران گزارش می‌کند:
راهپیمایی روز عید فطر به عنوان یک دمونستراسیون و نمایش خیابانی در تاریخ ایران بی‌سابقه بود. حداقل یکصدهزار نفر در این راهپیمایی شرکت کرده بودند. نظم ین راهپیمایی فوق‌العاده و شبیه یک رژه نظامی بود… این راهپیمایی نمایشی از قدرت مخالفان مذهبی شاه و تشکیلات قوی و منظم آن‌ها بود. مأموران ما متفق القول بودند که یک سازمان مجهز و مجرب این راهپیمایی را سازمان داده‌است… ما تشکیلات و فعالیت مخالفان را دست کم گرفته‌ایم و از منابع اطلاعاتی در میان گروه‌های مخالف به‌ویژه روحانیون و بازاریان برخوردار نیستیم
سفیر آمریکا، سایر گروه‌های سیاسی درگیر در انقلاب را اینگونه معرفی می‌کند.
علاوه بر گروه مذهبی که با راهپیمایی عید فطر قدرت خود را نشان داده بودند، چند گروه سیاسی از میان دانشگاهیان و دانشجویان سربرآورد. گروه‌های وابسته به جبهه ملی سابق و سوسیال‌دموکرات‌ها با صدور اعلامیه‌ها و تشکیل اجتماعات اظهار وجود کردند. فعالین حزب توده از آلمان شرقی به ایران بازگشتند و حتی بعضی از اشراف قاجار هم که از شاه دل خوشی نداشتند به مخالفان پیوستند.

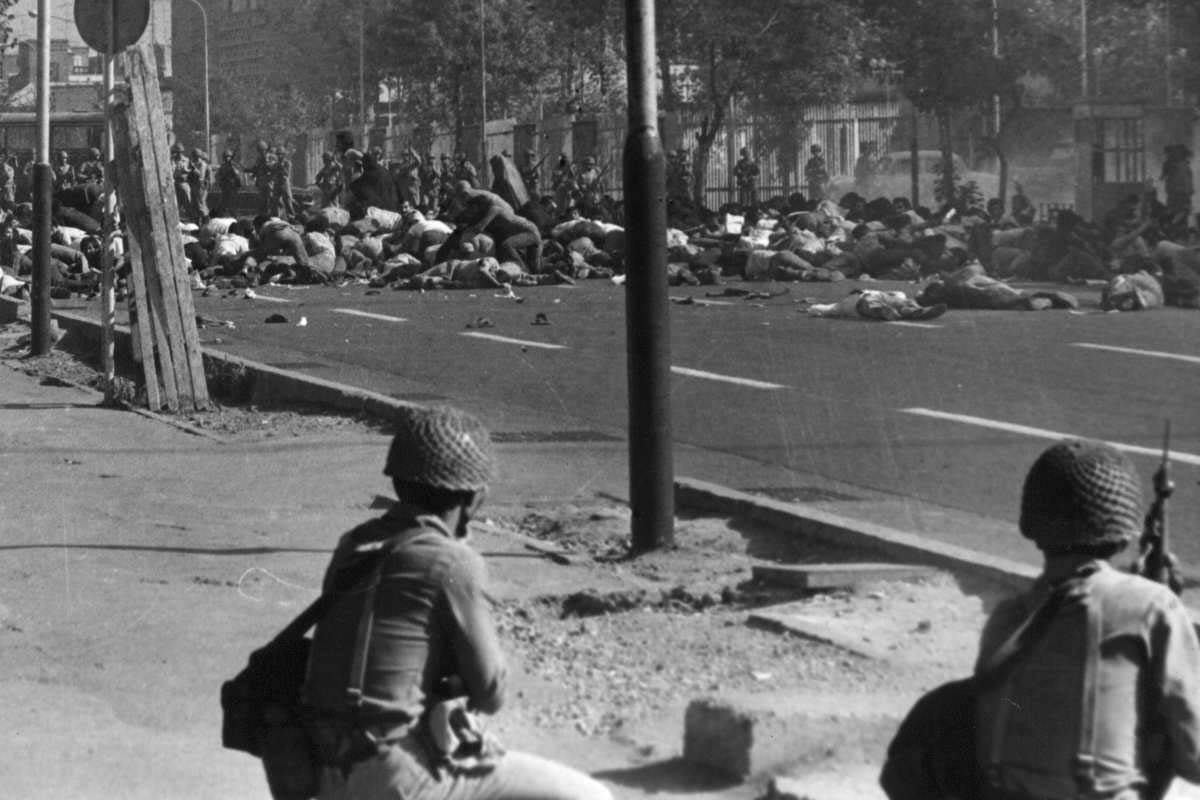
جمعه سیاه هفده شهریور

یک ماه پس از واقعه هفده شهریور، خمینی، تحت فشار دولت عراق، عازم پاریس شد. بنابر ادعای فرانسوی‌ها، این اقدام به تقاضای مستقیم شاه صورت گرفت. از اینجا فصل دیگری در تاریخ انقلاب ایران ورق خورد. چرا که خمینی به ناگاه کانون توجه رسانه‌های جهان شد و اعلامیه‌ها و سخنرانی‌های وی که تا آن زمان بر روی نوار کاست با برچسب موسیقی شرقی از مرز ایران و عراق به صورت قاچاق به داخل کشور می‌آمد و در مساجد تکثیر و توزیع می‌شد، اینک مستقیماً از رادیوهای غربی و بخصوص بنگاه خبرپراکنی بی‌بی‌سی قابل شنیدن توسط همگان بود.
حرکت بعدی مبارزان مذهبی، فریادهای «الله اکبر» شبانه در پشت‌بام‌ها بود. این تاکتیک اغلب در ساعات منع عبور و مرور انجام می‌شد و بسیار مؤثر بود. فریدون هویدا معتقد است که اگرچه برخی از رهبران مذهبی (مانند سید محمدکاظم شریعتمداری) مردم را به ملایمت در مبارزه فرامی‌خواندند؛ ولی انقلابیون فقط به دستورات خمینی گوش می‌دادند و او را به صورت رهبر اصلی و واقعی خود می‌شناختند.
سرانجام با آغاز ماه محرم و برنامه‌های عزاداری این ایام، مقررات مربوط به منع آمد و شد، عملاً نادیده گرفته شد و عده‌ای از عزاداران که کفن پوشیده بودند کشته شدند؛ ولی تظاهرات یک میلیون نفری روز تاسوعا، قدرت برخورد نظامیان را با مردم از آنان سلب نمود. این راهپیمایی، بدون آنکه نشانی از اجرای مراسم مذهبی داشته باشد، صرفاً یک تظاهرات سیاسی بود. به جای علم و زنجیر و پرچم، پلاکاردها و تابلوهایی از خمینی، علی شریعتی و محمد مصدق در دستان مردم به چشم می‌خورد. در میان راهپیمایان روز تاسوعا، نه فقط روحانیون و مردان و زنان مذهبی، که افراد مرفه با لباس‌های مد غربی و زنان بی‌حجاب نیز وجود داشتند. این تظاهرات فردای آن روز (عاشورا) نیز با همان نظم ولی پرشکوه‌تر برگزار گردید.
پس از آن جریان حوادث در کشور سرعت گرفت و تمام فرمان‌ها مستقیماً از سوی خمینی صادر می‌شد. کسی در صدد تغییر رهبری انقلاب نبود. خمینی بدون مشورت با کسی دولت موقت تعیین کرد و شاپور بختیار، آخرین نخست وزیر شاه مجبور به فرار شد. مجموعه این حوادث تحت رهبری خمینی منجر به پیروزی انقلاب در بهمن‌ماه ۱۳۵۷ گردید.